# Vailulu'u
Il Vailulu'u è un vulcano sottomarino scoperto nel 1975. È situato nell'Oceano Pacifico, nell'arcipelago delle isole Samoa Americane e posizionato tra l'isola di Taʻu e l'atollo Rose, all'estremità orientale dell'arco insulare formato dal punto caldo delle Samoa.
L'edificio vulcanico si innalza dal fondale oceanico arrivando fino 593 m al di sotto della superficie del mare. Alla sommità del vulcano sottomarino si trova una caldera di forma ovale, larga 2 km e profonda 400 m.
A est e a ovest della sommità del vulcano si estendono due zone principali di rift, parallele all'andamento del punto caldo. Un terzo rift, meno pronunciato, si estende a sudest della sommità.
Il Vailulu'u fa parte del National Marine Sanctuary of American Samoa.

## Denominazione e scoperta
Il vulcano fu scoperto nel 1975 dopo che in quell'area era stata notata un'intensa attività sismica, che includeva anche terremoti. La montagna fu inizialmente chiamata vulcano Rockne o Fa'afafine seamount, classificandolo come montagna sottomarina.
Il nome Vailulu'u si riferisce alla pioggia sacra che si ritiene cada a ogni adunanza dell'ultimo re di Samoa. La denominazione è stata assegnata da uno studente samoano nell'anno 2000. Il cono del vulcano viene chiamato Nafanua, dal nome dell'omonima dea guerriera samoana.

## Attività vulcanica

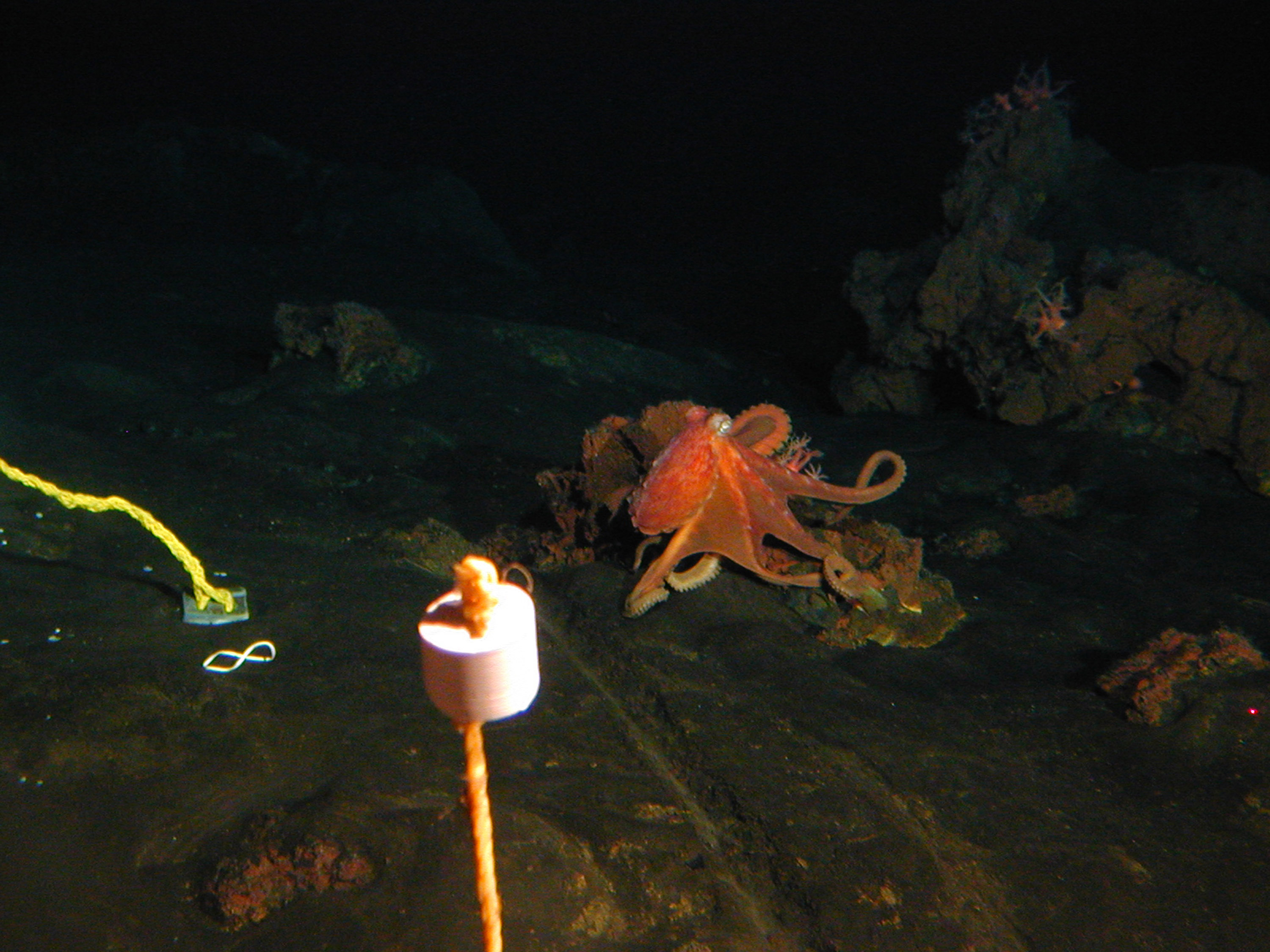
Polpo ripreso sul versante occidentale del Vailulu'u.

Nel 1973 è stata registrata un'attività eruttiva nella zona del Vailulu'u. Nel 1995 c'è stato uno sciame sismico che potrebbe essere collegato a un'eruzione vulcanica. La presenza di acqua torbida al di sopra della sommità, indica la presenza di attività idrotermale continua proveniente da un pennacchio del mantello.
Se l'elevato tasso di fuoriuscita di materiale magmatico dovesse continuare, la sommità del vulcano sottomarino potrebbe anche raggiungere la superficie del mare e in questo caso il Vailulu'u diverrebbe un'isola.

## Composizione del magma
Il dragaggio delle pareti del vulcano ha portato in superficie campioni di basalto alcalino e picrite. Le rocce vulcaniche sono ascrivibili a un "membro terminale di un magma di tipo 2" (EM2), anche se ci sono notevoli differenze nella geochimica delle varie unità vulcaniche.
L'evidenza delle alterazioni causate dall'attività idrotermale comprende la presenza di quarzo nei campioni rocciosi recuperati. A causa delle basse temperature presenti nei condotti idrotermali, si sono formati camini di ossido di ferro con dimensioni che vanno da pochi centimetri al metro. Si stima un flusso totale di manganese di 5,5 tonnellate al giorno.
Il solfuro di origine idrotermale e i depositi di ossidi potrebbero divenire oggetto di possibile interesse per l'industria mineraria.